# Route nationale 211
Pour les articles homonymes, voir Route 211.
La route nationale 211, ou RN 211, est une ancienne route nationale française ayant connu deux itinéraires différents. Elle a relié, de 1898 à 1972, Entrevaux au Logis-du-Pin (commune de Séranon), puis Le Bourget-du-Lac à Viviers-du-Lac.
Les deux tracés de la route nationale ont été reversés aux départements des Alpes-de-Haute-Provence (RD 911) et aux Alpes-Maritimes (RD 2211) pour le premier tracé, ainsi qu'en Savoie (RD 1201A) pour le deuxième tracé.

## Historique
La route nationale 211 a d'abord relié Entrevaux au Logis-du-Pin (RN 85). Elle a été créée par la loi du 17 avril 1898. En 1933, elle est définie « du Logis-du-Pin à Entrevaux ».
La réforme de 1972 entraîne le déclassement de l'intégralité de la RN 211, dans les Alpes-de-Haute-Provence, avec effet au 1er janvier 1973 (11,820 km entre Entrevaux et la limite avec les Alpes-Maritimes, près du chemin départemental 10 + 5,100 km sur le territoire communal de Peyroules) où elle devient la RD 911, et dans les Alpes-Maritimes, avec effet au 1er janvier 1973 (23,303 km), où elle devient la RD 2211.
Le tronçon manquant entre le Pont de Serre et Briançonnet n'a été réalisé qu'après la décentralisation de 1972.
Par la suite, la RN 211 relie Le Bourget-du-Lac à Viviers-du-Lac en reprenant l'ancienne RN 514B. À la suite de la réforme de 2005, cette courte section a été reversée au département de la Savoie. Elle a été déclassée en RD 1201A.

## Tracés

### Premier tracé: d'Entrevaux à Séranon
Les communes traversées sont :
- Entrevaux (km 0)
- Col de Félines (930 m)
- Col du Buis (1 199 m)
- Briançonnet (km 17)
- Saint-Auban (km 24)
- Col Saint-Pierre (1 174 m)
- La Foux, commune de Peyroules (km 35)
- Le Logis du Pin, hameau de Séranon (km 42)

### Deuxième tracé: en Savoie
- Le Bourget-du-Lac
- Viviers-du-Lac